# Ореховый усач
Усач ореховый, или лещинный учач-прутоед (лат. Oberea linearis) — вид жесткокрылых из семейства усачей.

## Распространение
Распространён в Европе, России, Турции и на Кавказе.

## Описание
Жук длиной от 11 до 15 мм. Время лёта с мая по июль.

## Развитие
Жизненный цикл вида длится два года. Кормовыми растениями являются лиственные породы: лещина (Corylus), орех (Juglans) и ильм (Ulmus).

## Вариации
- Oberea linearis var. parallela (Scopoli, 1763)